# Kuprino (Kaliningrad)
Kuprino (russisch Куприно, deutsch Meschkuppen, 1938 bis 1945: Bärenhöfen, litauisch Meškupiai) ist ein verlassener Ort im Rajon Krasnosnamensk der russischen Oblast Kaliningrad.
Die Ortsstelle befindet sich zwei Kilometer nördlich von Fewralskoje (Spullen).

## Geschichte
Meschkuppen wurde 1664 erstmals erwähnt. Um 1780 war es ein königliches Amtsvorwerk. 1874 wurde der Gutsbezirk Meschkuppen in den neu gebildeten Amtsbezirk Spullen im Kreis Pillkallen eingegliedert. 1928 wurde er an die Landgemeinde Spullen angeschlossen. Dort wurde der Ortsteil in Bärenhöfen umbenannt (litauisch: meška = Bär).
1945 kam der Ort in Folge des Zweiten Weltkrieges zur Sowjetunion. 1947 erhielt er wieder eigenständig den russischen Namen Kuprino und wurde gleichzeitig dem Dorfsowjet Wesnowski selski Sowet im Rajon Krasnosnamensk zugeordnet. Kuprino wurde vor 1988 aus dem Ortsregister gestrichen und zuletzt nur noch als Scheune genutzt.

## Einwohnerentwicklung
| Jahr | Einwohner |
| ---- | --------- |
| 1867 | 133       |
| 1871 | 85        |
| 1885 | 89        |
| 1905 | 71        |
| 1910 | 103       |
| 1925 | 104       |

## Kirche
Meschkuppen/Weizenfelde gehörte zum evangelischen Kirchspiel Kussen.